# نایدرنسیل
نایدرنسیل (به آلمانی: Niedernsill) یک منطقهٔ مسکونی در اتریش است که در ناحیه تسل آم زه واقع شده‌است. نایدرنسیل ۵۷ کیلومتر مربع مساحت دارد ۷۶۸ متر بالاتر از سطح دریا واقع شده‌است.